# Group Sex/Wild in the Streets
Group Sex/Wild in the Streets is een verzamelalbum van de hardcore punk band Circle Jerks. Het is een cd-heruitgave van de eerste twee studioalbums van de band, namelijk Group Sex (tracks 1-14) en Wild in the Streets (tracks 15-29).

## Nummers
1. "Deny Everything" (0:27)
2. "I Just Want Some Skank" (1:09)
3. "Beverly Hills" (1:06)
4. "Operation" (1:30)
5. "Back Against the Wall" (1:35)
6. "Wasted" (0:43)
7. "Behind the Door" (1:25)
8. "World Up My Ass" (1:17)
9. "Paid Vacation" (1:28)
10. "Don't Care" (0:35)
11. "Live Fast Die Young" (1:33)
12. "What's Your Problem" (0:57)
13. "Group Sex" (1:03)
14. "Red Tape" (0:56)
15. "Wild in the Streets" (2:33)
16. "Leave Me Alone" (1:18)
17. "Stars and Stripes" (1:39)
18. "86'd (Good as Gone)" (1:54)
19. "Meet the Press" (1:19)
20. "Trapped" (1:39)
21. "Murder the Disturbed" (2:01)
22. "Letter Bomb" (1:13)
23. "Question Authority" (2:00)
24. "Defamation Innuendo" (2:21)
25. "Moral Majority" (0:54)
26. "Forced Labor" (1:16)
27. "Political Stu" (1:36)
28. "Just Like Me" (1:46)
29. "Put a Little Love in Your Heart" (2:12)

Keith Morris · Greg Hetson · Zander Schloss · Keith Fitzgerald
Oud-leden: Roger Rogerson · Lucky Lehrer · Chuck Biscuits · Earl Liberty · Keith Clark
Studioalbums: Group Sex (1980) · Wild in the Streets (1982) · Golden Shower of Hits (1983) · Wonderful (1985) · VI (1987) · Oddities, Abnormalities and Curiosities (1995)

Overige albums: Group Sex/Wild in the Streets (1986, compilatie) · Gig (1992, live)